# Programa de Acciones Culturales, Multilingües y Comunitarias
El Programa de Apoyos a las Culturas Municipales y Comunitarias (PACMyC), es un programa cultural de la Dirección General de Culturas Populares, Indígenas y Urbanas (DGCPIU) de la Secretaría de Cultura del Gobierno de México, para financiar proyectos e intervenciones culturales comunitarias que fomenten la preservación del patrimonio cultural inmaterial y la diversidad cultural de México. Fue un programa pionero en visibilizar a nuevos agentes culturales y proveerles de herramientas para el desarrollo y difusión de sus prácticas culturales. Fue conocido entre 2019 y 2021 como Programa de Acciones Culturales, Multilingües y Comunitarias.

## Historia
Fue creado en 1989 por Guillermo Bonfil Batalla y Margarita Nolasco Armas, por la entonces Comisión Nacional de Cultura con el objetivo de recuperar y desarrollar la cultura propia de las comunidades y municipios, fomentando la participación local.
La propuesta inicial se fundamentó en los siguientes ejes:
- Respeto a la pluralidad y diversidad cultural que existe en México, aprovechando la diversificación del capital cultural de la sociedad en el territorio nacional y promoviendo su desarrollo.
- Estimular la creatividad y la participación directa de los grupos sociales culturalmente diferenciados, enfatizando su potencialidad creadora y evitar proyectos que devengan en una imposición cultural.
- Enriquecer la cultura nacional al incorporar de manera orgánica las prácticas culturales de sectores locales, visibilizando y difundiendo el conocimiento de capitales culturales diversos.
- Impulsar la democratización de la cultura, tomando en cuenta que las instancias municipales o comunitarias son, más allá de mediadoras, hacedoras de la cultura y los proyectos a financiar.
- Concretar y articular la política de reconocimiento y estímulo al pluralismo étnico y cultural adoptada en aquel entonces por el gobierno federal, con la mayoría de la población
- Descentralizar las actividades culturales del gobierno federal y reforzar la capacidad de los municipios y las comunidades locales para la conducción de su vida interna.

En suma, el PACMyC fue concebido como a) una estrategia de política cultural centrada en el desarrollo y el fortalecimiento de la cultura propia, que b) enfatiza el papel protagónico de nuevos sujetos culturales, y c) convierte la acción cultural gubernamental en herramienta para auxiliar las acciones culturales de la sociedad.

### Periodos
A grandes rasgos, se pueden identificar cuatro periodos importantes de la historia del programa:
|   | Periodo   | Características |
| 1 | 1989      | Enfoque de diagnóstico para identificar las iniciativas y construir el perfil que adquiriría el programa |
| 2 | 1990-1992 | Aplicación de instrumento diagnóstico para cada uno de los programas, estableciendo su elaboración anual. Consolidación del programa, socioculturalmente, ubicando a las instituciones en un papel de coadyuvancia organizativa. Introducción del concepto “proyecto productivo”, ampliando el arco de atención más allá del tema artístico. Propuesta de tres líneas de acción: Subprograma para apoyar a proyectos de continuidad, Encuentros temáticos PACMyC y Estudios de caso. |
| 3 | 1993-1995 | Impulso a la negociación financiera por la Dirección General de Culturas Populares: crece 75% la demanda en relación con los años anteriores; cobertura del programa a todo el territorio mexicano; mayor impulso para la promoción y difusión. Implementación de encuentros PACMyC. Creación del Programa de Cultura Popular Urbana (PCPU) para la zona metropolitana de la Ciudad de México.                                                                                       |
| 4 | 1996-1998 | Diseño integral de la Metodología PACMyC. Ampliación de cobertura a zonas no atendidas y de profunda marginación. Creación de directorios y aprovechamiento de diagnósticos para operar el programa. Constitución de Fondos estatales PACMyC. |

En 2019, en su treinta aniversario, se anunció una renovación del programa para fomentar la diversidad, el no racismo y la inclusión de poblaciones indígenas, afrodescendientes, grupos vulnerables, comunidades rurales y urbanas. Contempla nuevas formas de participación (intervención cultural o creación de un proyecto cultural) y un aumento en los montos de los estímulos.

## Convocatoria
La convocatoria es anual y se dirige a creadores, colectivos, mayordomías, cofradías, consejos de ancianos, especialistas y organizaciones de la sociedad civil que vivan en la comunidad en la que deseen incidir.
El PACMyC es descentralizado gracias a que cada entidad federativa cuenta con una Comisión de Planeación y Apoyo a la Creación Popular (CACREP), integradas por diversos sectores: autoridades culturales locales y federales, sociedad civil e iniciativa privada.
La CACREP se encarga de regular las diferentes etapas de trabajo, y es el apoyo principal de las Instancias Ejecutoras Estatales del PACMyC para organizar, coordinar y dar seguimiento a las intervenciones y proyectos culturales comunitarios en cada entidad federativa. Sus principales actividades consisten en: revisión y elaboración de la convocatoria anual, elaboración de diagnósticos socioculturales, realización de talleres de capacitación para los interesados en participar, registro de proyectos, designación de un jurado independiente y conformado por especialistas, creadores y promotores de la cultura popular, dictaminación de los proyectos, talleres a los seleccionados para la presentación de informes y gestión del presupuesto otorgado y dar seguimiento y evaluación a los proyectos ganadores.
De manera general, los ámbitos de apoyo se desglosan en:
1. Cosmovisiones
2. Prácticas de comunalidad
3. Artes populares
4. Culturas alimentarias
5. Tecnologías tradicionales
6. Pedagogías Comunitarias
7. Protección de los Derechos Colectivos

Las características de la convocatoria varían año con año, por lo que se recomienda consultar los lineamientos de participación vigentes.

## Impactos del programa
El PACMyC, se caracteriza por prestar una especial atención a que cada intervención o proyecto devenga en un producto para compartir las actividades realizadas. Dentro de la convocatoria, el programa proporciona un catálogo de actividades culturales para guiar los mecanismos de difusión, entre los cuales se encuentran: Cahmakili. Anticuentos y antipoemas, Huehues. Diálogos intergeneracionales, Círculos regionales de pensamiento indígena, Manos de Santa Cruz, Trabajadoras del hogar y amas de casa, Tekio musical por la vida y la esperanza, etc.
Algunos de los productos pueden consultarse en la página de la DGCPIU, o de manera física en el Centro de Información y Documentación Alberto Beltrán, el cual cuenta con el fondo especializado PACMyC que resguarda varios materiales que documentan las artes y culturas populares en México que son parte del patrimonio cultural inmaterial.